# Alfredo Duro
Alfredo Duro (castellà: Alfredo Duro Orejón)  (Villaverde, 21 de setembre de 1960) és un periodista madrileny que participa com a col·laborador al programa de tertúlia esportiva El Chiringuito de Jugones, de Mega. Ha treballat en diversos mitjans de comunicació, com a MARCA, Intereconomía o a la ja desapareguda ABC Punto Radio. Malgrat la seva llarga trajectòria al món del periodisme, amb freqüència ha protagonitzat altercats als platós televisius o a fet declaracions polèmiques.
Va exercir com a director esportiu del Getafe Club de Futbol entre el 2004 i el 2007. Del 2010 al 2011 va ser subcontractat pel canal de televisió VEO7 per exercir de comentarista esportiu per als partits de la Lliga espanyola de futbol sala. Ja el 2012,va deixar VEO7 per a treballar
també com a comentarista de la mateixa lliga.
Aquell mateix any va fitxar per a ABC Punto Radio i va participar com col·laborador del programa esportiu Punto Pelota, emés per Intereconomía.
Ja el 2013 va ser fitxat pel Còrdova CF per a exercir com a director de comunicació, dimitint temps
després per una polèmica generada a causa d'uns missatges publicats en el seu compte del Twitter.
El gener del 2014 va néixer un programa a la Sexta, "El Chiringuto de Jugones, amb una línia molt pareguda a Punto Pelota al qual l'Alfredo va entrar per a participar-hi com a col·laborador i amb el qual continua avui dia.